# ونکینگسکو
ونکینگسکو (به لاتین: Łękińsko) یک روستا در لهستان است که در گمینا کلشچوو واقع شده‌است. ونکینگسکو ۵۶۰ نفر جمعیت دارد.